# Madeleine Renaud

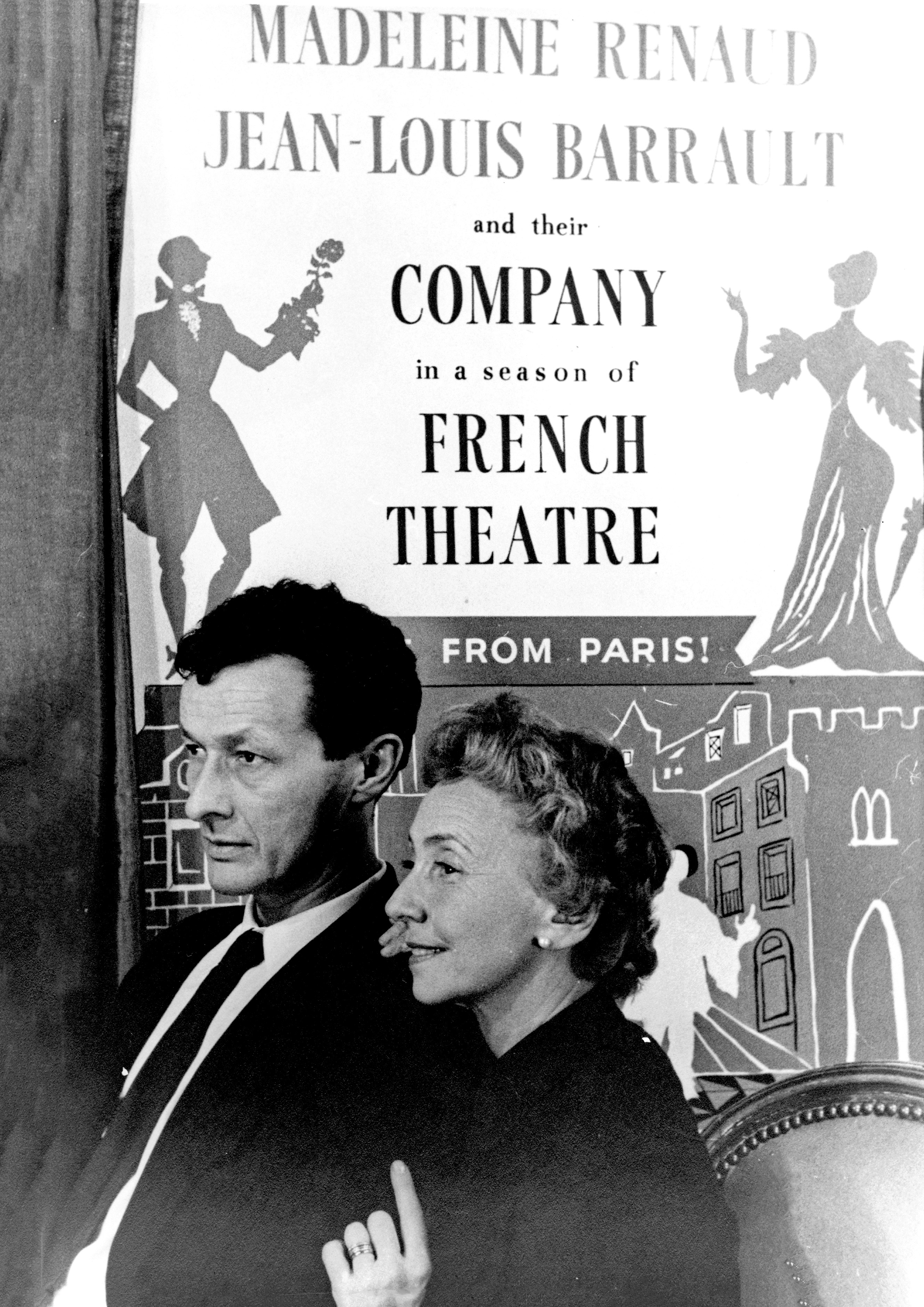
Madeleine Renaud mit Jean-Louis Barrault fotografiert von Carl Van Vechten

Madeleine Renaud (* 21. Februar 1900 als Lucie Madeleine Renaud in Paris; † 23. September 1994 in Neuilly-sur-Seine) war eine französische Bühnen- und Filmschauspielerin.

## Leben
Renaud trat 1921 in die angesehene Comédie-Française ein. Während ihres Berufslebens spielte sie vorwiegend naive Rollen. 1940 heiratete sie den zehn Jahre jüngeren Schauspieler Jean-Louis Barrault. Gemeinsam mit ihm verließ sie die Comédie-Française im Jahr 1948 und gründete die Privatbühne Compagnie Renauld-Barrault im Théâtre Marigny. Gemeinsam mit ihrem Mann genoss sie das Vertrauen von Kulturminister André Malraux. Dieses Vertrauensverhältnis zerbrach jedoch, als sie sich im Jahr 1968 mit den revoltierenden Studenten von Paris solidarisch zeigten. Sie trat während ihres langen Berufslebens in einer großen Zahl von Theaterproduktionen und Filmen auf. Eine ihrer bekanntesten Rollen war die Maude in Harold and Maude. Sie war die Tante der Schauspielerin Marie-Christine Barrault, die bis zu dessen Tod mit Roger Vadim verheiratet war.
Renaud starb im September 1994, sieben Monate nach dem Tode ihres Mannes.

## Filmografie (Auswahl)
- 1923: Vent debout
- 1931: Jean de la Lune – Hans Kopf im Mond (Jean de la Lune)
- 1933: Der Tunnel
- 1934: Menschen im Norden (Maria Chapdelaine)
- 1937: Der merkwürdige Monsieur Victor (L’étrange Monsieur Victor)
- 1939/41: Schleppkähne (Remorques)
- 1943: Sprung in die Wolken (Le ciel est à vous)
- 1943: Wetterleuchten (Lumière d‘été)
- 1951: Pläsier (Le Plaisir)
- 1960: Opfergang einer Nonne (Le dialogue des Carmélites)
- 1962: Der längste Tag (The longest Day)
- 1969: Pack den Tiger schnell am Schwanz (Le diable par la queue)
- 1972: Eine verrückte Familie (La mandarine)
- 1976: Ganze Tage in den Bäumen (Des journées entières dans les arbres)
- 1978: Harold et Maude (TV)
- 1988: La lumière du lac